# Tylosurus pacificus
Tylosurus pacificus е вид лъчеперка от семейство Belonidae. Видът не е застрашен от изчезване.

## Разпространение и местообитание
Разпространен е в Гватемала, Еквадор, Колумбия, Коста Рика, Мексико, Никарагуа, Панама, Перу, Салвадор и Хондурас.
Обитава крайбрежията на морета, заливи и рифове в райони с тропически, умерен и субтропичен климат.

## Описание
На дължина достигат до 82,5 cm.